# Canadas senat
Canadas senat (eng.: Senate of Canada; fr.: Le Sénat du Canada) er en del af Canadas parlament og består af 105 repræsentanter udnævnt af generalguvernøren på baggrund af premierministerens nominationer. Senatorene sidder til de fylder 75 år.
Senatets største opgave er at godkende de love som Underhuset har vedtaget, før disse går til generalguvernøren for endelig sanktion. Senatet kan også fremlægge egne lovforslag. Den årlige åbning af parlamentsessionen foregår også i senatet, ved at generalguvernør i dette læser regeringserklæringen.
Senatorene er fordelt mellem Canadas provinser, så at hver af de fire grupperinger Ontario, Quebec; de maritime provinser New Brunswick, Nova Scotia og Prince Edward Island; samt de vestlige provinser British Columbia, Alberta, Saskatchewan og Manitoba har 24 sæder. 
Territorierne Newfoundland og Labrador, Northwest Territories, Yukon og Nunavut fordeles udenom disse regionale inddelinger.
Dagens fordeling er som følger:
| Provins eller territorium | Antal senatorer | Befolkning pr. senator (2001) |
| ------------------------- | --------------- | ----------------------------- |
| Newfoundland og Labrador  | 6               | 85.488                        |
| Prince Edward Island      | 4               | 33.824                        |
| Nova Scotia               | 10              | 90.801                        |
| New Brunswick             | 10              | 72.950                        |
| Quebec                    | 24              | 301.562                       |
| Ontario                   | 24              | 475.419                       |
| Manitoba                  | 6               | 186.597                       |
| Saskatchewan              | 6               | 163.156                       |
| Alberta                   | 6               | 495.801                       |
| British Columbia          | 6               | 651.290                       |
| Nunavut                   | 1               | 26.745                        |
| Northwest Territories     | 1               | 37.360                        |
| Yukon Territory           | 1               | 28.674                        |